# Нове Котяково
Нове Котя́ково (рос. Новое Котяково, чув. Треньел) — присілок у складі Батиревського району Чувашії, Росія. Входить до складу Туруновського сільського поселення.
Населення — 419 осіб (2010; 504 у 2002).
Національний склад:
- чуваші — 100 %